# Nuestra Señora del Carmen (Beniaján)

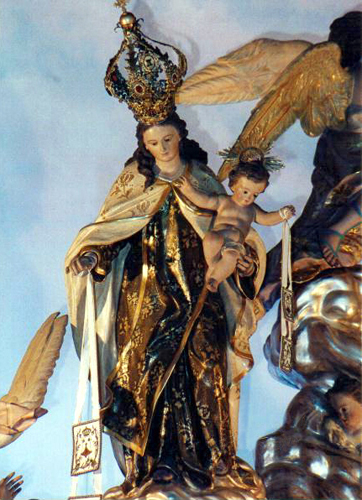
La Virgen y el Niño centran toda la composición.

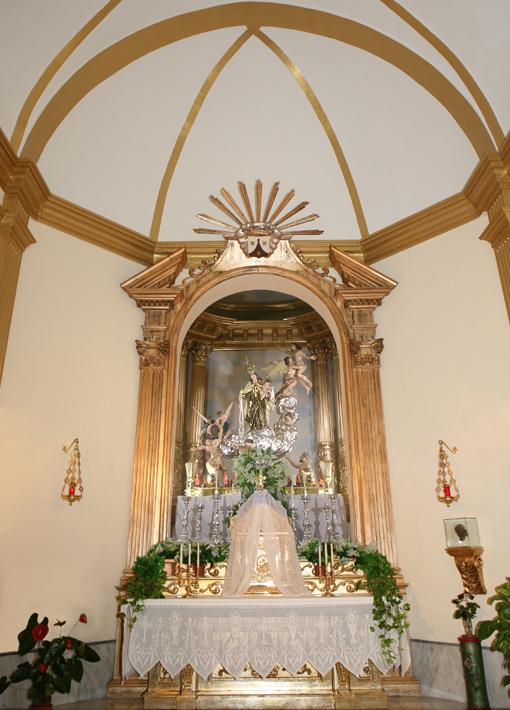
Capilla-santuario de la Virgen, lugar en torno al cual creció Beniaján en su actual emplazamiento.

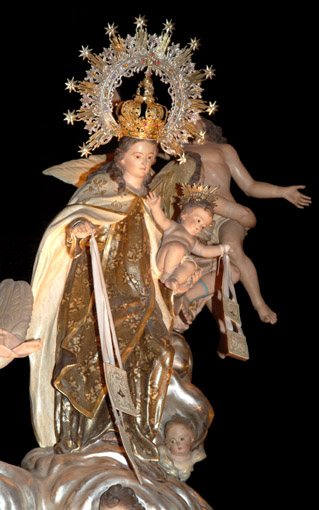
María aparece reclinada, portando el Escapulario y vestida con los colores del hábito carmelita.

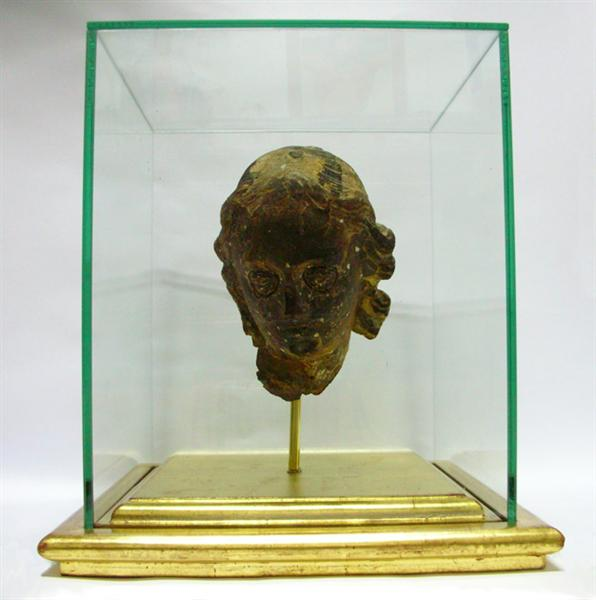
La primitiva cabeza de la Virgen está expuesta en la Capilla, venerada por los beniajanenses como una reliquia.

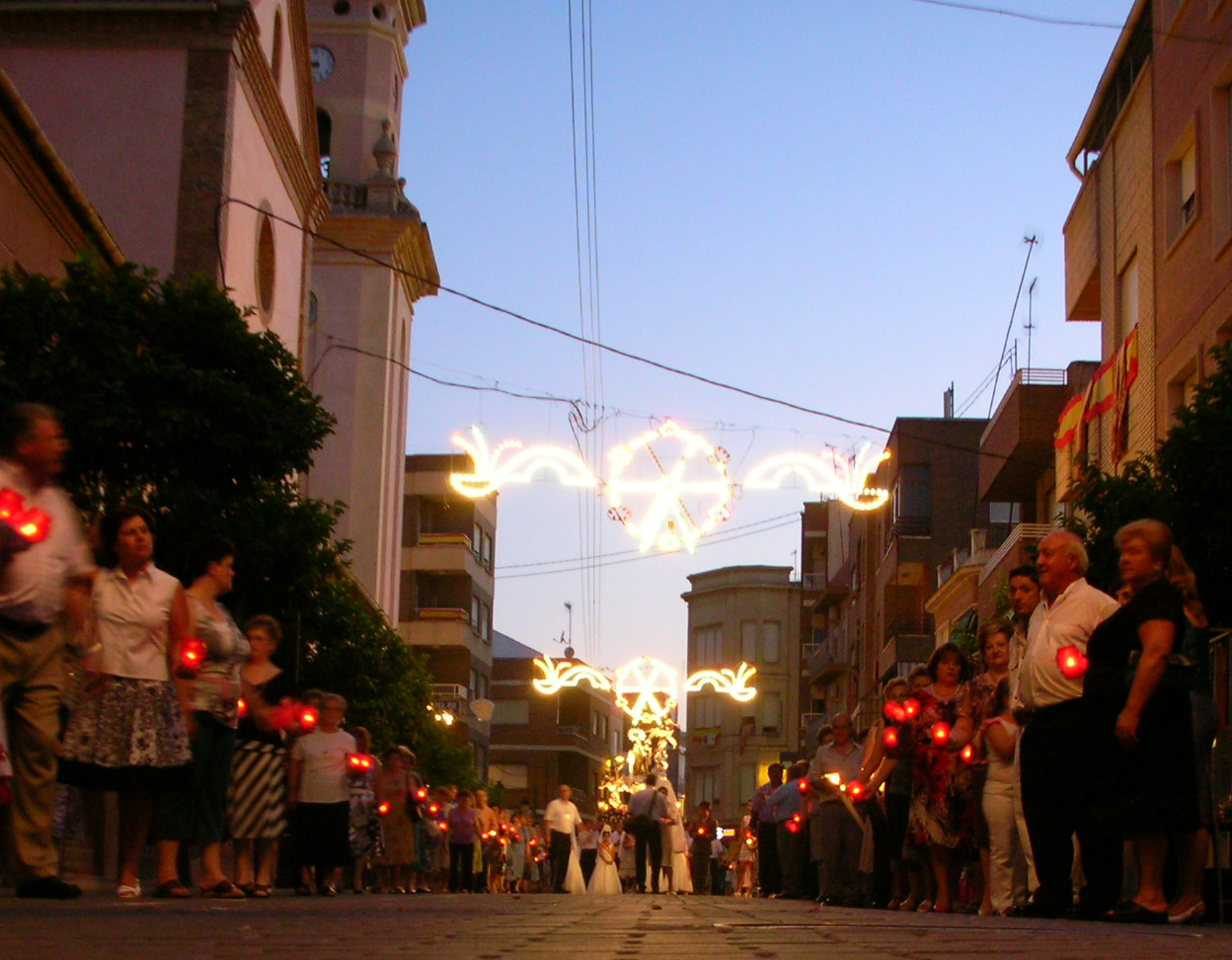
Solemne Procesión.

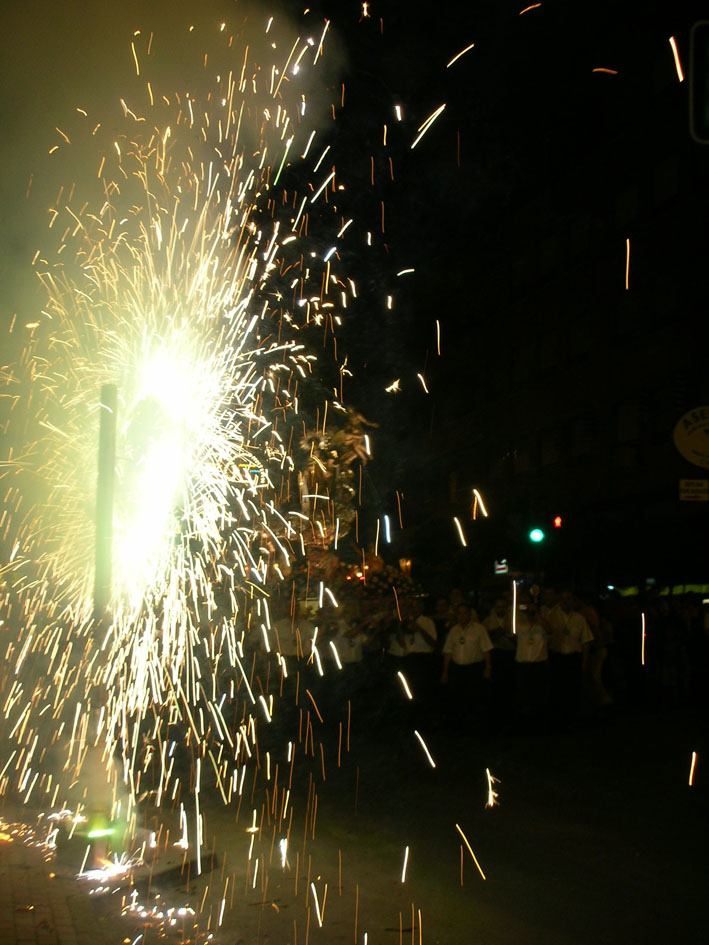
Rueda durante la procesión

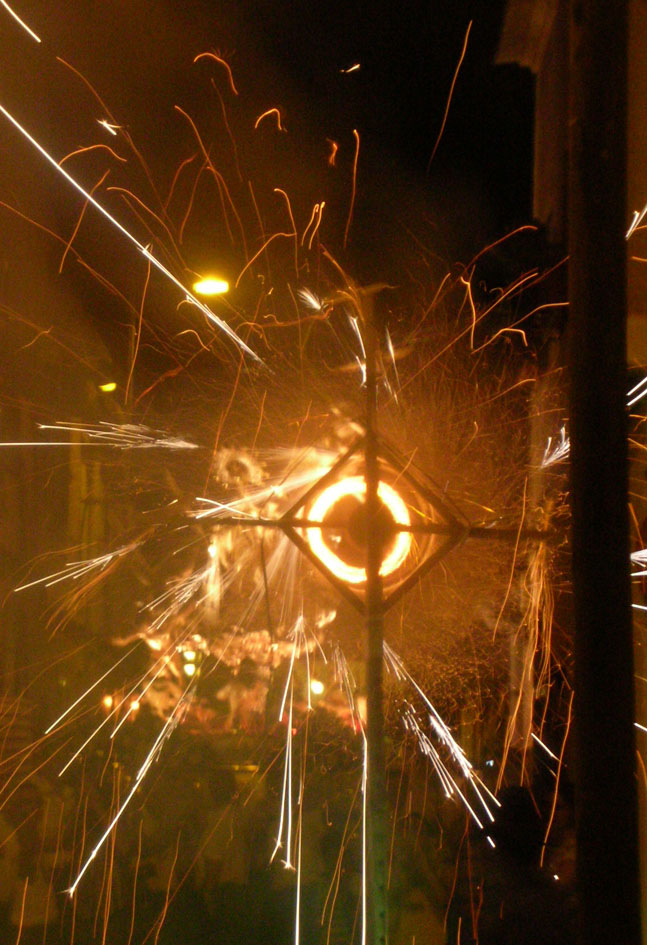
Rueda durante la procesión

Nuestra Señora la Santísima Virgen Coronada del Carmen y de las Benditas Ánimas del Purgatorio es patrona de la villa de Beniaján, localidad española del municipio de Murcia, emplazada en la Huerta de Murcia.
La iconografía del grupo escultórico que se venera en Beniaján, de gran espectacularidad y belleza, responde a la creencia secular de que la Virgen del Carmen es la abogada de las almas que penan en el Purgatorio. En él aparece María con el Niño Jesús en sus brazos, portando ambos el Escapulario del Carmen, y se presentan sobre una nube desde la que ángeles rescatan a unas ánimas envueltas en llamas que imploran la salvación. La imagen recibe culto en su Capilla-Santuario, integrado dentro de la parroquia de San Juan Bautista, en el corazón del casco antiguo de Beniaján.

## Breve reseña histórica
La devoción de los beniajanenses por esta advocación se remonta al año 1585, fecha en la que se establece un grupo de carmelitas en la localidad. La misión de aquellos frailes, procedentes de Andalucía, era la de fundar su primer monasterio en la capital murciana; pero hasta la consecución definitiva de dicho cometido, que sucedería un año más tarde, emprendieron desde Beniaján la difusión del Carmelo entre los habitantes de toda esta comarca.
Una pequeña ermita existente por entonces en Beniaján, sirvió de sede canónica para la erección de la primera cofradía carmelitana en estas tierras: la Hermandad de las Benditas Ánimas del Purgatorio. Pronto alcanzó gran popularidad y desde entonces empezó a ser conocido aquel sencillo oratorio como iglesia de Santa María de las Ánimas. A ella acudirían los huertanos en rogativas, siempre implorando la buena marcha de las cosechas, el fin de epidemias y, sobre todo, la protección de la Virgen ante las tan frecuentes riadas que asolaban a la población, alcanzando pronto fama de milagrera. De hecho, muchos fueron los vecinos que trasladaron su residencia al paraje de la ermita, un lugar que siempre quedó a salvo de las crecidas. Tanto fue así que, prácticamente todo el pueblo se desplazó hasta allí, despoblándose paulatinamente la zona ribereña del río Segura.
Entre los siglos XVII y XVIII se edifica la actual Arciprestal de San Juan Bautista, templo principal de la villa, ocupando también unos terrenos anexos a la ermita de la Virgen. Dentro del mismo se destina una gran capilla a Nuestra Señora del Carmen, mucho más amplia y digna que el viejo oratorio carmelita, lo que denota la gran importancia que había ido cobrando esta advocación en la comarca. Se encargó una talla de la Virgen, ya considerada como patrona y protectora de Beniaján, realizando el trabajo uno de los más insignes imagineros de la época: Antonio Dupar. A él se debe el espectacular grupo escultórico en estilo barroco que ha llegado a nuestros días, una joya iconográfica sin parangón en todo el mundo. Esta nueva capilla, presidida por tan bella y singular escultura, se convertiría en lo sucesivo en el lugar de culto y veneración de la Santísima Virgen del Carmen.
La guerra civil española supuso un punto de inflexión en la historia devocional de esta Virgen, pues tanto la Capilla como la imagen padecieron en julio del año 1936 un gravísimo incendio. Al terminar la contienda, se constituyó de nuevo la Cofradía, se reconstruyó el lugar de culto y se encargó la recuperación de la talla, una labor desempeñada de forma magistral por el imaginero José Sánchez Lozano utilizando los fragmentos del grupo antiguo salvados de la quema. El 12 de julio de 1956, los habitantes de Beniaján y de toda la comarca recibieron con júbilo la imagen restaurada de su querida patrona.
Desde entonces recibe culto en su Santa Capilla, manteniéndose hoy como uno de los santuarios carmelitas más emblemáticos del levante peninsular. La Cabeza de la Virgen perteneciente a la primitiva escultura, que por su excesivo deterioro no pudo integrarse en la nueva obra, se venera como una auténtica reliquia en un lateral del altar. El 16 de julio de 1979 tuvo lugar la Coronación Canónica de la Santísima Virgen del Carmen.

## La Cofradía del Carmen de Beniaján
Tiene su origen en la primitiva Hermandad de las Benditas Ánimas del Purgatorio, fundada en Beniaján a finales del siglo XVI por frailes carmelitas. La creación de estas hermandades era costumbre muy habitual en la Orden, ejerciendo apostolado a través de ellas y adoptando siempre como titulares a la Virgen del Carmen, al Santo Escapulario o a las Ánimas del Purgatorio; las tres denominaciones aluden en realidad a un mismo camino de fe: la salvación de las almas a través del Escapulario de María.
La Cofradía de las Ánimas permanecería en activo hasta la creación, el 18 de abril de 1847, de la ya llamada Cofradía y Hermandad de Caballeros de Nuestra Señora del Carmen de Beniaján, una nueva asociación de las llamadas "de gloria" que en lo sucesivo quedaría como única y exclusiva encargada de velar por el mantenimiento del culto, así como de custodiar la imagen de la Virgen, sacarla en procesión y organizar los actos religiosos de la fiesta patronal. Todo apunta a que los frailes carmelitas exclaustrados y llegados a Beniaján en el siglo XIX, serían los impulsores de esta pía fundación.
Tras el oscuro paréntesis que supuso la guerra civil española para la devoción a la Virgen, implicando también la disolución de su Cofradía, la autoridad eclesiástica aprobó nuevamente su constitución el 31 de octubre de 1940 para ya mantenerse en activo hasta nuestros días.
Con los años, la Cofradía ha ido modernizando sus funciones pero manteniendo siempre firme la base de su existencia: el culto a la Patrona beniajanense. El 20 de enero de 2004, el Obispado confirmó su Erección Canónica y aprobó los estatutos que actualmente la rigen. Entre ellos destaca especialmente el apartado dedicado a los Portadores de la Virgen, estableciendo las normas y labores referidas al numeroso grupo de personas encargadas de trasladar la imagen cuando la ocasión así lo requiere: bajada y subida del camarín, protección y custodia de la Virgen, o salidas del trono en procesión, principalmente.
El 18 de diciembre de 2006 se firmó en Roma la Afiliación de la Cofradía del Carmen de Beniaján a la Orden del Carmelo, haciéndose pública y oficial con la entrega de la Carta que lo certifica en una solemne ceremonia celebrada en el templo beniajanense el 21 de octubre de 2007. Con la concesión de este privilegio, la Cofradía se cubre de toda la santidad y la gracia con que la Santa Sede distingue a esta sagrada Orden, otorgando indulgencias a sus miembros y a todo aquel que peregrine a la Capilla-santuario de la Patrona.
La Cofradía organizó y participó en el I Encuentro Regional de Cofradías y Hermandades de la Virgen del Carmen, celebrado en Beniaján el 15 de marzo de 2009; también fue organizadora y anfitriona del I Encuentro de Cofradías de Gloria del Arciprestazgo de la Cordillera, que tuvo lugar el 21 de junio de 2015.
Esta Cofradía formó parte de la Magna Procesión de las Doce Estrellas, histórico desfile sacro que recorrió la ciudad de Murcia el 29 de noviembre de 2014 en conmemoración del 50 Aniversario de la proclamación de la Virgen como Madre de la Iglesia. Junto a otras once imágenes marianas de gran devoción, la Patrona de Beniaján procesionó de forma extraordinaria por las calles más céntricas de la capital.

## Una imagen única y universal
Se desconoce qué tipo de iconografía representaba a la Virgen del Carmen en Beniaján antes de realizar el encargo de la talla que actualmente se conoce, aunque lo más probable es que se tratara de un lienzo traído a la villa por los carmelitas y expuesto a la veneración de los fieles en la ermita de Santa María. En él aparecería representada la Virgen como Abogada del Purgatorio, siendo precisamente esa escena la que, años después, se realice en talla de madera policromada: María sobre una nube, rodeada de ángeles que rescatan del fuego a unas almas arrepentidas. Este motivo iconográfico, difundido universalmente y durante siglos por la Orden del Carmelo, tiene hoy en Beniaján una de sus más bellas y reconocidas representaciones.
No existe documento alguno que certifique la paternidad de la primitiva escultura beniajanense, pero tradicionalmente siempre se había dicho que fue tallada por Francisco Salzillo. Posteriores estudios iniciados en su día por el investigador Sánchez Moreno, continuados después por Ortiz García y Sánchez Lozano a raíz de su labor como restauradores de la imagen tras la guerra, llevaron a la atribución que hoy se mantiene vigente: su estilo correspondía a una corriente anterior y más clásica, introducida en Murcia a principios del siglo XVIII y muy alejada de la tradición escultórica levantina. Su máximo exponente fue Antonio Dupar, autor indiscutible de la Virgen del Carmen de Beniaján.
El conjunto escultórico está realizado en madera tallada y policromada con estofas, enlienzados y algunos elementos modelados con escayola y pasta. Es de un canon inferior al natural, alcanzando en su punto superior una altura total de 3’80 metros. Se compone de cuatro grupos de imágenes, tres de ellos ubicados sobre la nube plateada que articula toda la obra y uno a sus pies. El grupo central está compuesto por la Virgen y el Niño, llevando ambos en sus manos el Escapulario. María viste el castaño hábito del Carmelo, cubriéndose también con un manto en tono crudo; no se trata de un hecho casual, ya que marrón y blanco son precisamente los colores carmelitas por excelencia. A la izquierda, un ángel abraza casi a ras de tierra el alma de un varón. A la derecha, en espectacular equilibrio, otro ángel asciende con sus manos hacia los cielos un alma femenina de brazos extendidos. Los tres grupos conforman una diagonal puramente barroca que dota al conjunto de extraordinaria movilidad. Bajo la nube, el cuarto grupo se compone de tres ánimas esculpidas solo hasta la cintura, sobresaliendo de la peana entre llamas de fuego igualmente talladas en madera.
Desde el punto de vista estrictamente religioso, la talla despierta en los fieles una significativa piedad. La actitud serena de María, reclinada y mirando con clemencia a las ánimas del Purgatorio, parece contemplar también a todos aquellos devotos que acuden a la Capilla. Desde su camarín vela y protege a los beniajanenses, escucha sus oraciones e intercede por quienes durante siglos han alimentado su fama de milagrosa. La tradición le ha atribuido el fin de plagas y epidemias, la buena marcha de las cosechas o que no asolaran el pueblo las siempre temidas riadas.

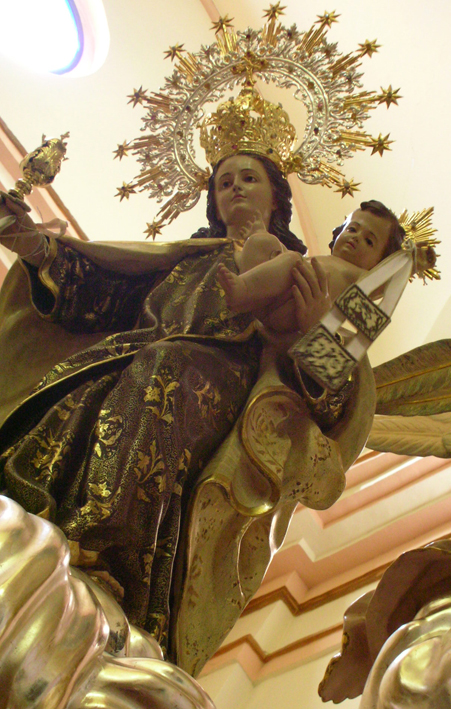
María con el Niño
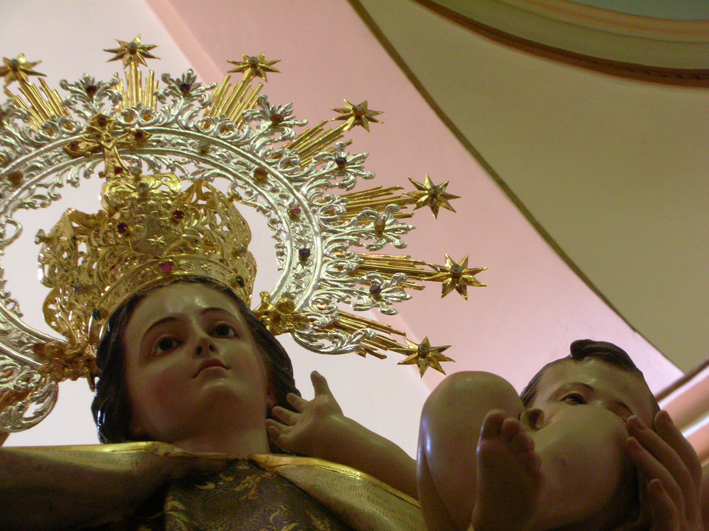
Detalle de la Virgen
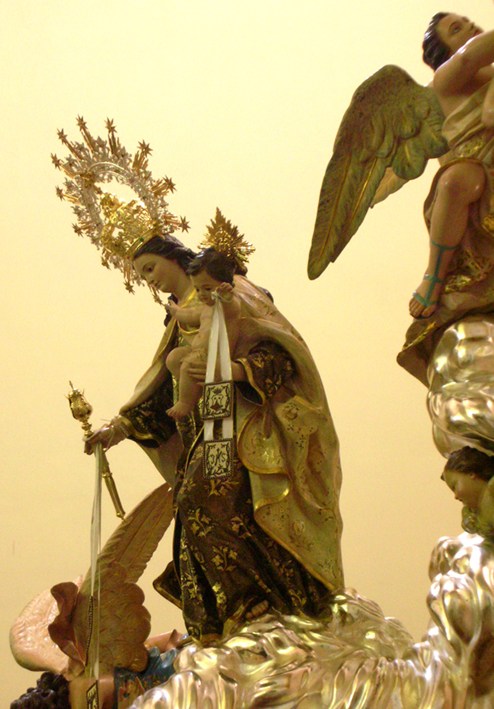
Diagonalidad barroca

## Fiestas
Se celebran a mediados de julio, comenzando el viernes anterior al día 16 (Festividad de la Virgen) y finalizando el domingo siguiente a dicha fecha. Se configuran los festejos a lo largo de estos diez intensos días, siendo el 16 y el último (denominado Día de la Fiesta) los más señalados. Entre los actos religiosos, sobresalen:
- Novenario, ciclo tradicional de 9 misas en honor de la Virgen.
- Ofrenda de Flores y Misa Huertana, que tiene lugar el día 16 en plena calle.
- Misa Mayor, celebración del último día de fiestas, en el interior de la iglesia de San Juan.
- Solemne Procesión, con la que se cierran los actos.

La Procesión de la Virgen constituye, sin lugar a dudas, la máxima expresión de la devoción del pueblo por su patrona. Convoca a gentes de toda la comarca, que con cirios y velas alumbran el recorrido. A lo largo del desfile se suceden las lluvias de pétalos y el disparo de fuegos artificiales, resultando especialmente tradicionales las llamadas ruedas (aparatos pirotécnicos que giran sobre sí mismos, lanzando fuegos multicolores al paso del trono). La procesión acaba con el canto del Himno al entrar la Virgen en el templo, poniendo el broche final a los festejos.

## Himno
Virgen Santa del Carmelo
dulce Madre, dulce amor,
venid a escuchar tus hijos
que te imploran con fervor
De la montaña florida
eres la flor más preciada,
del mar la perla irisada
de inapreciable valor
Eres faro luminoso,
eres la estrella brillante
que conduce al navegante
al puerto de salvación
Yo también, Madre querida
tu amparo busco y tu guía,
nunca me faltes María
que así me podré salvar
Virgen Santa del Carmelo
dulce Madre, dulce amor,
venid a escuchar tus hijos
que te imploran con fervor
Virgen Santa del Carmelo
dulce Madre, dulce amor